# Odontoscapus wagneri
Odontoscapus wagneri är en stekelart som först beskrevs av Josef Fahringer 1925.  Odontoscapus wagneri ingår i släktet Odontoscapus och familjen bracksteklar. Inga underarter finns listade i Catalogue of Life.